# Batalha da Mina (1625)
A Batalha da Mina em 1625 foi um confronto militar da Guerra Luso-Holandesa, travado perto da fortaleza de São Jorge da Mina na Costa do Ouro Portuguesa em 1625. Nela combateram 1200 soldados da Companhia Holandesa das Índias Ocidentais, transportados por uma frota de 15 navios, que desembarcaram e atacaram a fortaleza portuguesa. Reforçaram a guarnição 200 guerreiros africanos aliados, postos ao serviço do capitão Sottomayor pelo cacique local.

## Contexto
A Batalha da Mina em 1625 foi a quinta tentativa por parte da República das Sete Províncias Unidas de conquistar aos portugueses a sua mais poderosa fortaleza na costa ocidental de África, quebrar o domínio luso sobre a Costa do Ouro, e cortar o fornecimento de escravos à América Espanhola, que os obtinha principalmente da Mina. Após ter a Companhia Holandesa das Índias Ocidentais fundado o Forte Nassau em 1623, começaram os holandeses, comandados por Arent Janzs van Amersfort, a preparar um novo ataque à fortaleza de São Jorge da Mina e a contactar aliados locais para ajudá-los. Conseguiu van Amersfort obter a ajuda do Reino de Sabu, em cujo território se localizava o Forte Nassau, o Império Fanti e também do governador de Acra.
No Outono de 1625 chegou à Costa do Ouro uma frota de 15 navios da Companhia Holandesa das Índias Ocidentais, sob o comando de Jan Dircksz Lam e Andries Veron com cerca de 1.200 soldados e marinheiros. Não conseguiram os dois comandantes informar van Amersfort sobre a sua chegada porque van Amersfort encontrava-se em Acra. Lam decidiu, portanto, atacar a fortaleza de São Jorge da Mina, ignorando assim o sistema de aliados nativos que van Amersfort forjara e contando com o poder de fogo de seus canhões e de mais de 1.000 soldados holandeses. Desembarcaram em Comenda e avisaram os chefes da região para não se colocarem do lado dos portugueses. Só pouco antes do ataque é que van Amersfort juntou-se à frota com um pequeno contingente de soldados holandeses e cerca de 150 guerreiros locais de Sabu, mas não se fizeram quaisquer alterações ao plano de ataque.
Do lado português, a guarnição portuguesa da fortaleza contava com 56 homens sob o comando do governador Fernando de Sottomayor, reforçada por aliados africanos. No entanto, Sottomayor já havia sido informado da chegada dos holandeses através da sua rede de parceiros comerciais locais e, através de presentes que incluíam quase todo o stock de mercadorias da fortaleza, garantiu que o chefe de Comenda, que fora insultado pelos holandeses, comprometer-se-ia com a neutralidade, ao passo que o chefe de Fetu prometeu fornecer alimentos caso a fortaleza fosse cercada. O Sottomayor também garantiu o apoio de guerreiros da cidade da Mina, citando as antigas e amistosas relações prometendo pagar uma quantia significativa por cada cabeça decapitada de um holandês que lhe fosse trazida.

## Batalha

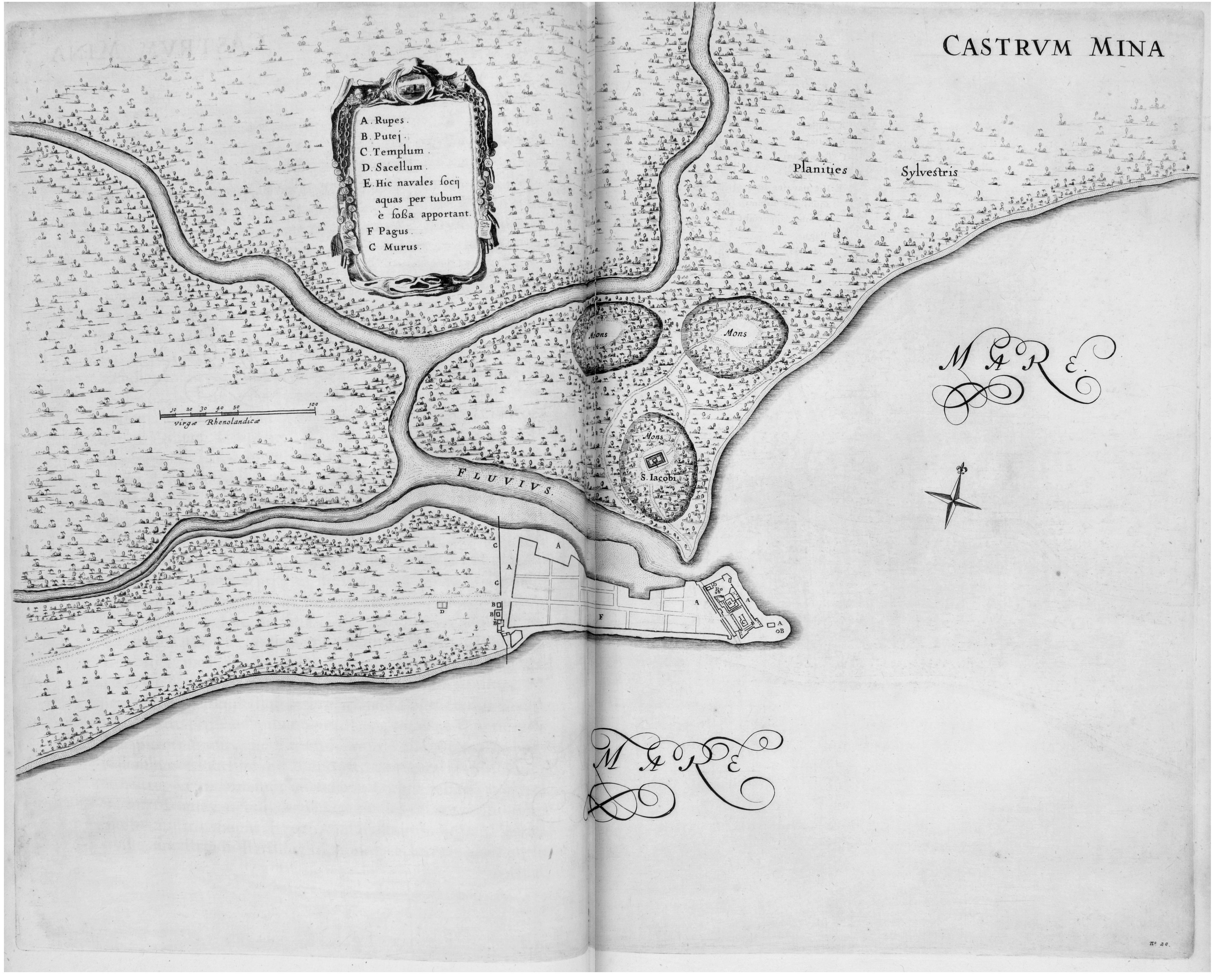
O "castelo da Mina" numa gravura de 1647.

Os holandeses desembarcaram a 15 quilómetros da fortaleza da Mina, em Comenda, com mais de 1.000 soldados e marinheiros, bem como 150 guerreiros de Sabu, que usavam pedaços de pano laranja enrolados braços para distingui-los dos inimigos e marcharam ao longo da costa em direção à cidade. As tropas, exaustas, mal habituadas ao calor tropical, chegaram às colinas que cercam a cidade ao anoitecer e ali acamparam para iniciar o ataque na manhã seguinte. No entanto, após um tiro de canhão da fortaleza como sinal, 200 combatentes da Mina, armados com espadas que estavam escondidos ali desceram das colinas. Os guerreiros experientes sobreviveram à primeira salva das armas holandesas, atirando-se ao chão. Antes que os holandesses pudessem recarregar as suas armas, os guerreiros da Mina alcançaram-nos. Instalou-se o pânico entre as tropas holandesas e, ao anoitecer, tinham perdido 375 soldados, incluindo o almirante van Veron, 66 marinheiros e vários combatentes de Sabu. Van Amersfort ficou gravemente ferido, mas foi resgatado para Comenda pelos seus aliados. Outros guerreiros de Sabu, confrontados com uma aparente derrota total, retiraram as fitas laranja e misturaram-se com os homens da Mina. De acordo com relatos de testemunhas oculares, as perdas teriam sido ainda maiores se os combatentes da Mina não tivessem parado para espoliar e decapitar holandeses mortos e capturados. De acordo com os registos oficiais do comandante Lam, os guerreiros da Mina obrigaram os holandeses capturados a despirem-se antes de decapitá-los para proteger os preciosos tecidos europeus. Este procedimento demorado provavelmente salvou a vida de muitos holandeses em fuga. Os portugueses, por sua vez, sofreram só 27 mortos e capturaram 15 bandeiras, outros tantos tambores e mais de 1000 mosquetes, lanças e pistolas.
No dia seguinte, os navios holandeses dispararam mais de 2000 balas de canhão contra a fortaleza antes de se retirarem. A 29 de Novembro de 1625 a frota holandesa deixou a Costa do Ouro com os sobreviventes da batalha.
Falhara a quinta tentativa dos holandeses para conquistarem a Mina (as anteriores foram em 1596, 1603, 1606 e 1615).